# そんでもってKISS
「そんでもってKISS」（そんでもってキス）は、7HOUSEの3枚目のシングル。

## 解説
TBSテレビ系テレビアニメ『魔術士オーフェンRevenge』前期オープニングテーマ。
1枚目のアルバム『ONE BOX』先行シングル。100位以内にランクインした作品は本作品が最後になった。

## 収録曲
作詞・作曲：つんく（特記以外）
1. そんでもってKISS
  - 編曲：松原憲
2. Cry in my mind
  - 作詞：7HOUSE・つんく　編曲：鈴木俊介
3. そんでもってKISS （Instrumental）